# ZenMarket
ZenMarket — японська компанія електронної комерції, заснована в 2014 році з головним офісом та складами в Осаці, Японія. Компанія, власне ZenMarket, пропонує посередницькі послуги (також відомі як проксі-сервіс або торговий посередник) з придбання японських товарів у внутрішніх японських онлайн-магазинах та торговельних платформах таких, як Mercari, Rakuten, Rakuma та розміщення ставок на Аукціонах Yahoo!. Фіксована плата за обслуговування становить 500 єн за товарну позицію.
ZenMarket також пропонує сервіс коробочок за передплатою, ZenPop, міжнародний торговельний майданчик, ZenPlus, та сервіс рекламних послуг закордоном для японських компаній, ZenPromo.

## Історія
ZenMarket було засновано у квітні 2014 року як ZenMarket LLC трьома українськими та одним російським студентами і в жовтні 2017 року перейменовано на ZenMarket Inc. У 2016 році ZenMarket запустив Zenplus, платформу електронної комерції, на якій японські компанії та магазини можуть виставляти свої товари для продажу за кордон. На Zenplus відбулося три продажі колекційної картки Pokemon Pikachu Illustrator, першу картку було продано за 25 мільйонів єн у червні 2020 року, другу — за 22 мільйони єн у серпні 2020 року, а третю — за 38 мільйонів єн у лютому 2021 року, Продажі досягли 2,2 млрд єн у 2017 році та 3,1 млрд єн у 2018 році У 2019 році кількість зареєстрованих користувачів досягла 547 835 осіб.
У березні 2021 року ZenMarket зайняв 208 місце в рейтингу FT: Asia-Pacific High-Growth Companies 2021. Станом на квітень 2021 року кількість користувачів перевищила 1 мільйон. Компанія відправляє посилки у понад 150 країн світу. Станом на лютий 2023 року на платформі компанії зареєстровано понад 1,7 мільйона користувачів.
- 2014
  - Квітень - Засновування ZenMarket Co, Ltd. та запуск "ZENMARKET", сервісу закупівель з Японії.
  - Червень - Вихід на англомовний ринок (початок експорту до Сінгапуру, США та декількох європейських країн). Запуск англомовної та українськомовної версій сайту.
  - Листопад - Інтеграція платформи Yahoo! Auctions та системи автоматичних аукціонів.
- 2015
  - Червень – Головний офіс переїжджає до Камішінджо, Суїт-сіті, Осака.
- 2016
  - Жовтень - Запуск сервісу коробочок за передплатою "ZenPop"[3].
  - Грудень - Запуск платформи електронної комерції "ZenPlus"[4].
- 2017
  - Лютий - Головний офіс переїжджає до Ітачіборі, Ніші-ку, Осака.
  - Травень - Запуск іспанської версії сайту.
  - Жовтень - Зміна статусу компанії з товариства з обмеженою відповідальністю на акціонерне товариство.
  - Листопад - Збільшення капіталу до 20 мільйонів єн.
  - Грудень - Запуск французької версії сайту.
- 2018
  - Жовтень - Щомісячний дохід від понад 350 000 зареєстрованих користувачів перевищує 250 мільйонів єн.
- 2019
  - Березень - Відправка посилок у понад 135 країн світу. На сайті зареєстровано понад 450 000 користувачів і відправлено понад 190 000 посилок.
  - Червень — Створення малайської версії сайту.
  - Вересень - Створення в'єтнамської версії сайту.
  - Грудень - На сайті зареєстровано понад 600 000 користувачів.
- 2020
  - Травень - Впровадження системи оплати криптовалютою.
  - Червень - На сайті зареєстровано понад 800 000 користувачів.
  - Липень - Продаж на ZenPlus найдорожчої у світі картки покемонів "Pokémon Illustrator" за 25 мільйонів єн.
  - Серпень - Початок співпраці з «WORLD SWITCH», централізованою системою управління електронною комерцією, що спеціалізується на продажу вживаних товарів.
  - Вересень - Збільшення капіталу до 80 мільйонів. Запуск арабської версії сайту.
  - Жовтень - Кількість виграних Yahoo! аукціонів через платформу ZenMarket перевищила мільйон. Щомісячний дохід перевищив 500 мільйонів єн.
  - Листопад - Кількість відкритих магазинів на платформі електронної комерції ZenPlus[4] перевищила 1000, а кількість розміщених і доступних там товарів - 5 мільйонів.
  - Грудень - На платформі зареєстровано 900 000 користувачів і загалом відправлено понад 400 000 посилок. Щомісячний дохід перевищив 600 мільйонів єн.
- 2021
  - Січень — Знову побито рекорд найдорожчої картки Pokémon у світі — «Ілюстратор Pokémon (Pikachu Illustrator)». Її продано на ZenPlus за 38 мільйонів єн.
  - Березень – Більше мільйона користувачів зареєстрували обліковий запис на ZenMarket. Financial Times Nikkei Asia присвоює ZenMarket 208-е місце серед компаній Азійсько-Тихоокеанського регіону із швидким темпом розвитку в 2021 році за версією Statista.
  - Квітень - Компанія святкує своє 7-річчя. Журнал Nikkei Business висвітлює цю подію в пресі. Компанія здійснює відправки в більш ніж 150 країн, а щомісячний дохід перевищує 700 мільйонів єн.
  - Травень - Створено німецьку версію сайту.
  - Червень - Створено індонезійську версію сайту. Понад 1,1 мільйона зареєстрованих користувачів, місячний дохід перевищує 800 мільйонів.
  - Липень - Поява тайської версії мовою. Річний обсяг продажів досяг 7,2 млрд єн.
  - Серпень - Кількість зареєстрованих користувачів перевищила 1,2 мільйона.
  - Грудень - Понад 1,4 мільйона зареєстрованих користувачів. Запуск італійської версії сайту.
- 2022
  - Січень - Запуск турецької версії сайту.
  - Лютий - Запуск португальської версії сайту.
  - Грудень - Перейменування компанії на ZenGroup Co, Ltd.
- 2023
  - Січень - Запуск польської версії сайту.
  - Лютий – Інтеграція платформи Mercari на сайт ZenMarket.
  - Березень - Запуск корейської версії сайту.